# جورج دکر
جورج دکر (انگلیسی: George Decker; ۱۶ فوریهٔ ۱۹۰۲ – ۶ فوریهٔ ۱۹۸۰) ژنرال نیروی زمینی ایالات متحده آمریکا بود، که در فاصله سال‌های ۱۹۶۰ تا ۱۹۶۲ به‌عنوان بیست و دومین رئیس ستاد نیروی زمینی ایالات متحده آمریکا فعالیت می‌کرد.
دکر فعالیت نظامی را از سال ۱۹۲۴ در نیروی زمینی آمریکا آغاز کرد، از ۱۹۴۸ تا ۱۹۵۰ فرماندهی لشکر ۵ پیاده را برعهده داشت، از ۱۹۵۲ تا ۱۹۵۵ حسابرس نیروی زمینی آمریکا بود و از ۱۹۵۵ تا ۱۹۵۶ به‌عنوان فرمانده سپاه هفتم فعالیت می‌کرد.
وی از ۱۹۵۶ تا ۱۹۵۷ فرماندهی اروپایی ایالات متحده آمریکا را برعهده داشت، در فاصله سال‌های ۱۹۵۷ تا ۱۹۵۹ به‌عنوان فرماندهی سازمان ملل فعالیت می‌کرد و با حفظ سمت فرمانده نیروهای کره ایالات متحده و ارتش هشتم بود و از ۱۹۵۹ تا ۱۹۶۰ جانشینی رئیس ستاد نیروی زمینی آمریکا را برعهده داشت.